# تریپتیسن
تریپتیسن (به انگلیسی: Triptycene) با فرمول شیمیایی C۲۰H۱۴ یک ترکیب شیمیایی است.